# Guilherme IV de Borgonha
Guilherme IV de Borgonha (1088 - 27 de setembro de 1155/1157) foi conde de Mâcon também conhecido Guilherme III de Mâcon

## Biografia
Esteve à frente dos destinos do condado de Mâcon entre 1102 e 1157, foi conde de Auxonne entre 1127 e 1157, conde de Viena entre 1148 e 1157 sendo na mesma altura regente do Condado da Borgonha ou seja entre 1148 e 1157.

## Relações familiares
Foi filho de Estêvão I de Borgonha "o Duro" (1057 - 27 de Maio de 1102), Conde da Borgonha e de Beatriz de Lovaina. Tentou reptar sua sobrinha, Beatriz da Borgonha, filha de Reinaldo III da Borgonha (1093 - 1148), mas o Frederico I, Sacro Imperador Romano-Germânico impediu-o e casou com ela em 1156. Veio a casar com Poncette de Traves, também conhecida como Beatriz da Lorena de quem teve:
1. Estêvão II de Auxonne (?-1173), conde de Auxonne, casou com Judite de Lorena,
2. Gaucher III de Salins (1142-1184), conde de Viena e de Mâcon, casou com Maurette de Salins (1135 - 1200), filha de Gaucher III de Salins,
3. Inês de Viena (?-?), casou com Erardo II de Borgonha.